# Öhlins Racing

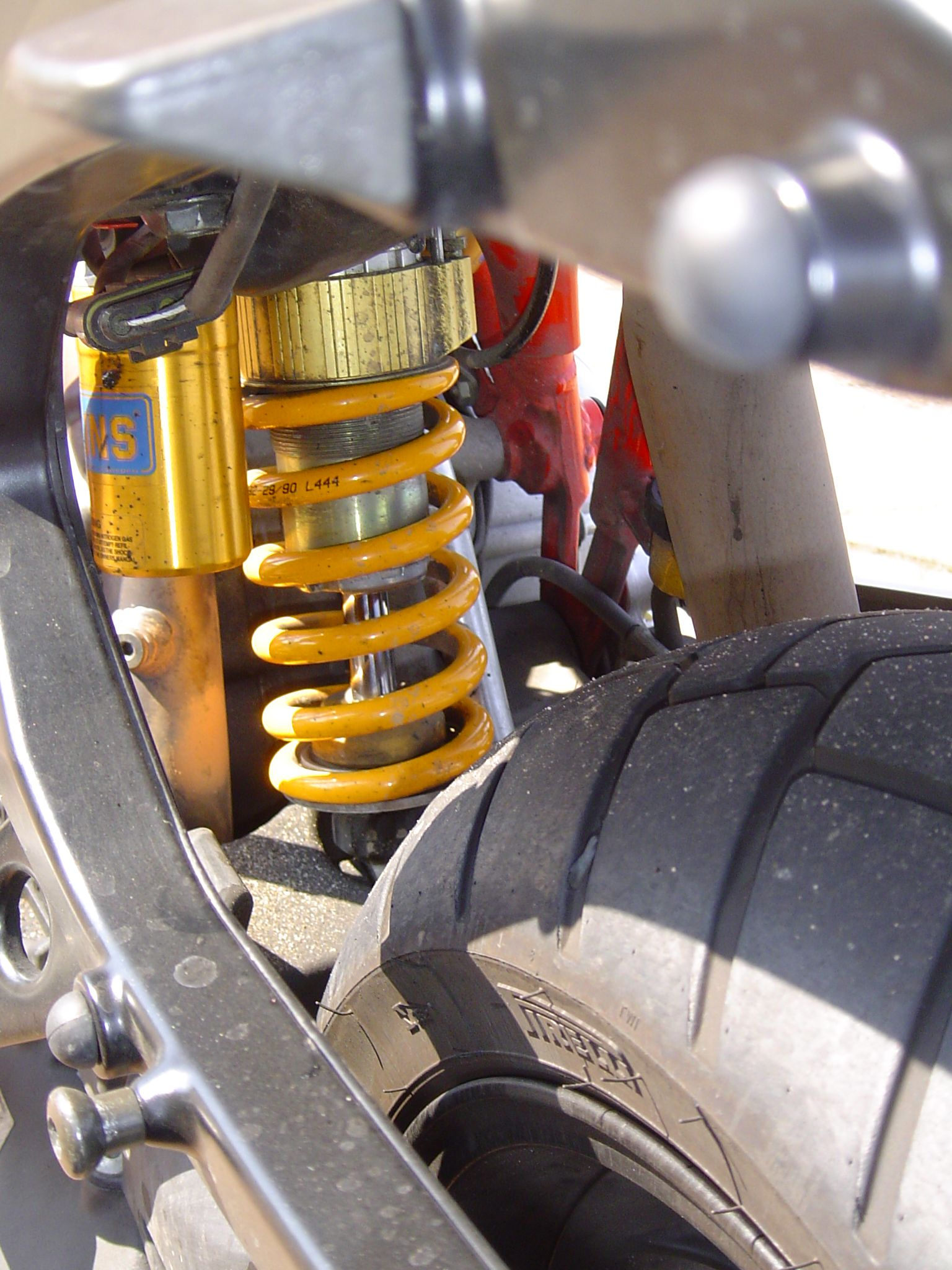
Enkel Öhlinbakdämpare på en motorcykel

Öhlins Racing AB är ett svenskt bolag som utvecklar och tillverkar avancerade fjädringssystem för bil-, motorcykel- och motorsportindustrin. Öhlins tillverkar högkvalitativa produkter, service och support till eftermarknaden, OEM-partners och till racingteam. Ca 97 % av all tillverkning säljs på export och Öhlins har distribution i över 50 länder världen över.
Företaget grundades av Kenth Öhlin år 1976.  År 1986 blev Yamaha Motor Company delägare i Öhlins Racing AB. Öhlins fortsatte att verka som ett självständigt bolag inom koncernen. 2007 köpte Kenth Öhlin själv tillbaka 95 % av företaget från Yamaha.
2018 köptes Öhlins upp av den amerikanska bildelstillverkaren Tenneco. I oktober 2024 såldes företaget vidare till den italienska bromstillverkaren Brembo.
Huvudkontoret ligger i Upplands Väsby, Sverige. Öhlins Racing har även verksamhet på andra platser :
- Öhlins Asia Co, Thailand
- Öhlins Distribution & Technical Centre, Germany
- Öhlins USA, USA
- Öhlins Taiwan, Taiwan

Verksamheterna i Upplands Väsby and Jönköping är ISO 9001- och IATF/ ISO/TS16949-certifierade.

## Marknadsområden
Öhlins produkter utvecklas i Sverige och där sker även den största delen av tillverkningen. Öhlins erbjuder produkter inom följande marknadsområden:

### MC
Ett stort utbud av stötdämparmodeller, styrdämpare, framgafflar och cartridge kits för olika motorcykelsegment.

### Bil
Produkter för olika typer av bilsegment: racing och rally  och Road&Track.

### Mountainbike
Stötdämpare och cartridge kits för mountainbike.

### CES
Öhlins Racing AB har flera patent, varav några berör CES, Continuously Controlled Electronic Suspension, det vill säga elektroniskt styrd fjädring. CES säljs till bland andra VW, Mercedes, BMW, Volvo och Ford.

### Motorsport
Öhlins produkter används av racingteam för både bil- och motorcykel i alla internationella och nationella motorsportsammanhang. Genom åren har över 300 titlar vunnits med hjälp av Öhlins produkter.